# نیروگاه تلمبه‌ای ذخیره‌ای سیاه‌بیشه
نیروگاه تلمبه ذخیره‌ای سیاه‌بیشه، که به نام نیروگاه سیاه بیشه نیز شناخته می‌شود، یک نیروگاه برق‌آبی در دامنه‌های رشته‌کوه البرز و در مجاورت روستای سیاه‌بیشه است که در فاصلهٔ ۴۸ کیلومتر (۳۰ مایل) چالوس در استان مازندران و در ۱۲۵ کیلومتری شمال تهران و ۱۰ کیلومتری شمال تونل کندوان در مسیر جاده کرج-چالوس قرار دارد. این نیروگاه تلمبه ذخیره‌ای هنگامی که تقاضای انرژی بالاست، برق تولید می‌کند و به عبارتی یک نیروگاه قله‌ای است که در زمان‌های بیشینهٔ مصرف، انرژی لازم برای تهران را (که در فاصله ۶۰ کیلومتر (۳۷ مایل) جنوب آن قرار دارد) تأمین می‌کند. این نیروگاه ظرفیت تولیدی برابر ۱٬۰۴۰ مگاوات (۱٬۳۹۰٬۰۰۰ اسب بخار) و ظرفیت پمپاژ ۹۴۰ مگاوات (۱٬۲۶۰٬۰۰۰ اسب بخار) دارد. برنامه‌ریزی برای این پروژه در دههٔ ۱۹۷۰ میلادی آغاز شد و ساخت و ساز آن در سال ۱۹۸۵ شروع شد. از سال ۱۹۹۲ تا سال ۲۰۰۱ کار بر روی آن به تعویق افتاد و اولین ژنراتور آن نهایتاً در مه ۲۰۱۳ (بهار ۱۳۹۲) به صورت برخط راه اندازی شد. ژنراتورهای دیگری نیز در ۱ سپتامبر ۲۰۱۵ (۱۰ شهریور ۱۳۹۴) راه اندازی شدند. این نیروگاه نخستین نیروگاه تلمبه‌ای ذخیره‌ای است که در ایران ساخته شده و همچنین اولین سد خاکی با رویه بتنی در این کشور است.

## تاریخچه

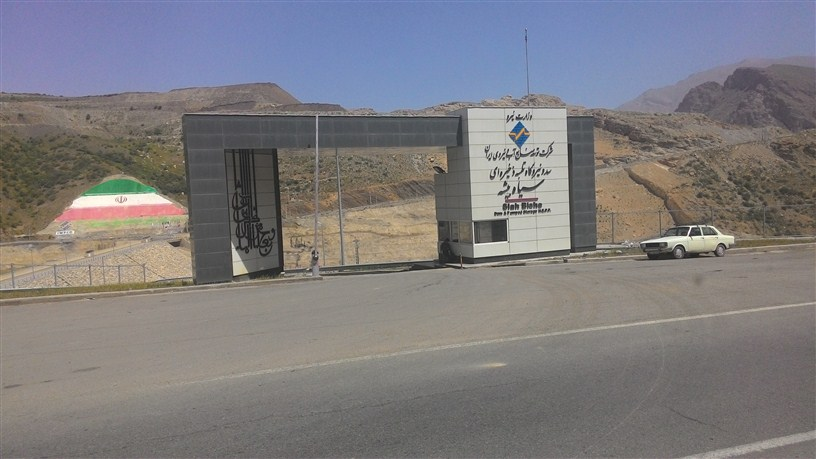
ورودی نیروگاه تلمبه‌ای-ذخیره‌ای سیاه بیشه

موقعیت کنونی نیروگاه در سیاه‌بیشه برای نخستین بار در سال ۱۹۷۰ میلادی جهت تأسیس نیروگاه شناسایی شد. در آن زمان مطالعه‌ای بر روی منابع آب کوهستان البرز توسط شرکت تراکسیونل بلژیک انجام شده‌بود که در آن چندین موقعیت از جمله سیاه بیشه برای ساخت سدها، به عنوان مکان‌های بالقوه برای نیروگاه تلمبه‌ای ذخیره‌ای شناسایی شدند. در سال ۱۹۷۵ یک گزارش امکان‌سنجی در مورد پروژه سیاه بیشه به وزارت نیروی ایران فرستاده شد. مطالعه کوه‌های البرز در سال ۱۹۷۷ میلادی به پایان رسید و مطالعات زمین‌شناسی در سال ۱۹۷۸ آغاز شدند، اما در سال ۱۹۷۹ به دلیل انقلاب اسلامی ایران این روند متوقف شد. در سال ۱۹۸۳، شرکت لاهمایر اینترناسیونال قراردادی برای طراحی فاز دوم (حفاری زیرزمینی) منعقد کرد که در سال ۱۹۸۵ تکمیل شد. در همان سال ساخت تونل انحرافی سد نیز آغاز شد. طرح‌های دیگری برای فاز اول (ساختارهای حمایتی) توسعه یافتند و ساخت و ساز تا سال ۱۹۹۲ ادامه یافت. در این سال نبود بودجه پروژه را یک بار دیگر متوقف کرد و پس از آن ساخت و ساز تا سال ۲۰۰۱ از سر گرفته نشد. در سال‌های ۲۰۰۲ و ۲۰۰۳، قراردادهای جدیدی برای احداث سدها و نیروگاه برقرار شدند و ساخت و ساز ادامه یافت. تا آوریل ۲۰۱۲ تا ۹۰ درصد این پروژه تکمیل شد. هر دو مخزن بالا و پایین نیز در ژانویه ۲۰۱۳ کامل شدند. اولین ژنراتور، از میان چهار ژنراتور، در ماه مه ۲۰۱۳ (بهار ۱۳۹۲) راه اندازی شد و الباقی تا سال ۲۰۱۵ (بهار ۱۳۹۴) به کار افتادند. در ۱ سپتامبر ۲۰۱۵ (۱۰ شهریور ۱۳۹۴) نیروگاه با حضور اسحاق جهانگیری، معاون اول رئیس‌جمهور، و حمید چیت‌چیان، وزیر نیرو، به‌طور رسمی افتتاح و وارد شبکه شد. جهانگیری در این مراسم نیروگاه و سد سیاه بیشه را «یک مجموعه استثنایی و افتخار مهندسی ایران» خواند.

## طراحی و عملکرد
| مشخصات کلی نیروگاه           | مشخصات کلی نیروگاه       |
| ---------------------------- | ------------------------ |
| نوع نیروگاه                  | تلمبه‌ای ذخیره‌ای زیرزمینی |
| انرژی متوسط سالیانه          | ۱۵۰۰ گیگاوات ساعت        |
| ظرفیت نیروگاه در مد توربین   | ۱۰۴۰ مگاوات              |
| ظرفیت نیروگاه در مد پمپ      | ۹۶۰ مگاوات               |
| نوع توربین                   | فرانسیس عمودی            |
| مشخصات تجهیزات نیروگاه       |                          |
| تعداد توربین                 | ۴ واحد                   |
| قدرت نامی هر توربین          | ۲۶۰ مگاوات               |
| راندمان توربین در شرایط نامی | ۹۸ درصد                  |
| ارتفاع طراحی توربین          | ۵۰۰ متر                  |
| دبی توربین در نقطه طراحی     | ۶۱ مترمکعب بر ثانیه      |
| دبی پمپ در نقطه طراحی        | ۴۳مترمکعب بر ثانیه       |
| طراح و تامین‌کننده توربین     | VOITH اتریش              |
| تعداد و نوع ژنراتورها        | ۴ واحد سنکرون            |
| قدرت نامی خروجی هر ژنراتور   | ۳۰۰/۶ مگاولت‌آمپر         |
| قدرت نامی در حالت موتور      | ۲۹۰ مگاولت‌آمپر           |
| ولتاژ اسمی هر ژنراتور        | ۱۸ کیلو ولت              |
| سرعت چرخش ژنراتور            | ۵۰۰ دور در دقیقه         |
| جریان نامی ژنراتور           | ۱۰٫۰۰۰ آمپر              |
| طراح و تامین‌کننده ژنراتور    | FUJI ژاپن                |
| پانویس                       |                          |

این سایت از دو مخزن پایین و بالا تشکیل می‌شود که به نیروگاه متصل هستند. زمان‌هایی که تقاضا کم است، با استفاده از برق ارزان، آب مخزن پایین را به مخزن بالا پمپاژ می‌کنند و در زمان اوج مصرف که برق گران‌بها می‌شود، نیروگاه با رها کردن آب مخزن بالا ژنراتورهایش را می‌چرخاند و برق تولید می‌کند. فرایند ذخیره و تولید برق بسته به مقدار نیاز شبکه تکرار می‌شود و بدین شکل به کنترل بار شبکه سراسری کمک می‌کند.
سد بالادست این نیروگاه از نوع سنگریزه‌ای با ریزش بتونی و ارتفاع ۸۶ متر با حجم مخزن ۳٫۶ میلیون متر مکعب است و سد پایین‌دست آن ۱۰۴ متر ارتفاع و مخزنش ۳٫۷ میلیون متر مکعب حجم دارد. این نیروگاه خودراه‌انداز است و پاسخ سریعی به تغییرات ناگهانی بار در شبکه دارد و می‌تواند در تنظیم ولتاژ و کنترل فرکانس شبکه مؤثر باشد. از ویژگی‌های مهم این طرح، شفت‌های مایل آن است که برای اولین بار در کشور و به طول ۵۰۴ متر و قطر پوشش فلزی ۵ متر با زاویه ۶۷ درجه نسبت به افق احداث گردیده‌است. تمام واحدهای این نیروگاه دارای قابلیت مهم راه‌اندازی خودبه‌خود در شرایط خاموشی کامل هستند. 
هر دو مخزن بالایی و پایینی در واقع سدهایی بر رود چالوس هستند، که به‌طور میانگین مقدار آب ورودی به آن‌ها ۶۷٫۱ متر مکعب بر ثانیه (۲٬۳۷۰ فوت مکعب بر ثانیه) است. سد بالایی ۸۲٫۵ متر (۲۷۱ فوت) بلندی و ۴۳۶ متر (۱٬۴۳۰ فوت) درازا دارد. این سد شامل ۱٬۵۵۰٬۰۰۰ متر مکعب (۲٬۰۳۰٬۰۰۰ یارد مکعب) حجم است و عرض آن در قسمت انتهایی ۱۲ متر (۳۹ فوت) و در قسمت پایه ۲۸۰ متر (۹۱۹ فوت) می‌باشد. مخزن آن دارای ظرفیت ذخیره‌سازی ۴٬۳۴۴٬۲۲۰ متر مکعب (۳٬۵۲۱٫۹۲ جریب فوت) است که از این مقدار ۳٬۵۰۰٬۰۰۰ متر مکعب (۲٬۸۳۷ جریب فوت) قابل استفاده می‌باشد، و مساحت سطحی آن بالغ بر ۱۴۱ کیلومتر مربع (۵۴ مایل مربع) است. سد مخزن پایینی بزرگتر است و دارای بلندی ۱۰۲ متر (۳۳۵ فوت) و درازای ۳۳۲ متر (۱٬۰۸۹ فوت) است. این سد شامل حجم ۲٬۳۰۰٬۰۰۰ متر مکعب (۳٬۰۰۰٬۰۰۰ یارد مکعب)، عرض انتهایی ۱۲ متر (۳۹ فوت) و عرض پایه‌ای ۳۶۰ متر (۱٬۱۸۰ فوت) می‌باشد. همچنین ظرفیت آن ۶٬۸۷۴٬۷۰۹ متر مکعب (۵٬۵۷۳ جریب فوت) است که ۳٬۶۰۰٬۰۰۰ متر مکعب (۲٬۹۰۰ جریب فوت) از آن قابل استفاده است، و مساحت سطحی آن ۱۴۱ کیلومتر مربع (۵۴ مایل مربع) است. هر دو سد مجهز به راهروهایی به سرریز سد می‌باشند. ظرفیت تخلیه برای سد بالا ۲۰۳ متر مکعب بر ثانیه (۷٬۱۶۹ فوت مکعب بر ثانیه) و برای سد پایینی ۱۹۸٫۲۵ متر مکعب بر ثانیه (۷٬۰۰۱ فوت مکعب بر ثانیه) است. ارتفاع طبیعی سد بالا ۲٬۴۰۶٫۵ متر (۷٬۸۹۵ فوت) و سد پایین ۱٬۹۰۵٫۴ متر (۶٬۲۵۱ فوت) است که موجب حداکثر شدن سر هیدرولیکی ۵۲۰ متر (۱٬۷۰۶ فوت) و نرمال ۵۰۴ متر (۱٬۶۵۴ فوت) می‌شود.
مخزن بالایی به دو تونل آبرسان با دهانه‌هایی به قطر ۵٫۷ متر (۱۹ فوت) متصل است. این دو مسیر آبرسان برای مقابله با ضربه قوچ، پس از طی‌کردن مسیرهایی به طول ۲٬۲۲۵ متر (۷٬۳۰۰ فوت) (تونل چپ) و ۲٬۱۸۵ متر (۷٬۱۶۹ فوت) (تونل راست) به مخزن ضربه‌گیر می‌ریزند. پس از آن بایستی برای افزایش ارتفاع فشاری مسیر لوله دریچه آبگیر را طی کنند که ۶۸۰ متر (۲٬۲۳۰ فوت) بوده و آب را به قسمت زیرین سد و به سوی مخزن پایینی هدایت می‌کند. در نیروگاه هریک از دریچه‌های آبگیر به دو دریچه آبگیر متصل می‌شوند تا با آب پمپ-ژنراتور توربین فرانسیس تأمین شود. پمپ-ژنراتورها ظرفیت تولید ۲۶۰ مگاوات و ظرفیت پمپاژ ۲۳۵ مگاوات را دارند. ژنراتورها می‌توانند با ظرفیت تخلیهٔ ۶۵ متر مکعب بر ثانیه (۲٬۳۰۰ فوت مکعب بر ثانیه) آب را منتقل کنند و برق را با ترانسفورماتور ۴۰۰ کیلو ولت تبدیل کنند. پس از استفادهٔ آب در ژنراتورها، جریان آب خارج‌شده از یکی از دو لوله (به طول‌های ۱۹۷ متر (۶۴۶ فوت) و ۱۵۹ متر (۵۲۲ فوت)) به سمت سد پایینی می‌رود. وقتی پمپاژ مورد نیاز است، پمپ-ژنراتورها به پمپ‌ها تبدیل می‌شوند و آب را از طریق کانال‌های آب به مخزن بالا می‌فرستند. هر ژنراتور می‌تواند تا ۵۰ متر مکعب بر ثانیه (۱٬۷۶۶ فوت مکعب بر ثانیه) آب را پمپاژ کند.
از دیگر ویژگی‌های به خصوص این پروژه حفاری در زمین‌های غیر سنگی دو میلیون متر مکعب، حفاری در زمین‌های سنگی دو میلیون و پانصد هزار متر مکعب، خاکریزی پنج میلیون و پانصد هزار متر مکعب، حفاری تونل و گالری یکصد و هشتاد هزار متر مکعب، شات کریت شش هزار متر مکعب، میل مهار یکصد و بیست هزار متر طول، چال تزریق یکصد و چهل هزار متر طول، آرماتوربندی با انواع میلگرد ساده و آجدار نوزده هزار تن، قالب بندی یکصد و پنجاه هزار متر مربع، قالب لغزنده هفتاد و دو هزار متر مربع، بتن ریزی دویست و پنجاه هزار متر مکعب هستند.

## اقتصاد طرح
هزینه‌های اجرای پروژه بر اساس برآورد اولیه بالغ بر ۵٬۴۳۸ میلیارد ریال بود و با منابع سرمایه‌گذاری عمومی، منابع داخلی، تسهیلات بانکی داخلی، اوراق مشارکت و تسهیلات خارجی (فاینانس، وام و…) تأمین گردید. زیان‌های ناشی از طولانی شدن پروژه موجب افزایش قیمت تمام شده طرح و سود از دست رفته حاصل از فروش برق شدند. منافع و درآمد حاصل از تولید برق طبق برآورد اولیه سالانه ۶۳۳ میلیارد ریال (بر حسب هر کیلووات ساعت ۶۴۲ ریال) بود.
ولی تا سپتامبر ۲۰۱۵ (شهریور ۱۳۹۴)، که نیروگاه افتتاح شد، برای این پروژه حدود ۱۳٬۰۰۰ میلیارد ریال هزینه شد. گفته می‌شود این نیروگاه توانایی کاهش هزینه‌های استهلاک نیروگاه‌های حرارتی به میزان سالانه ۱۹ میلیون دلار را داراست.

## مسائل محیط زیستی

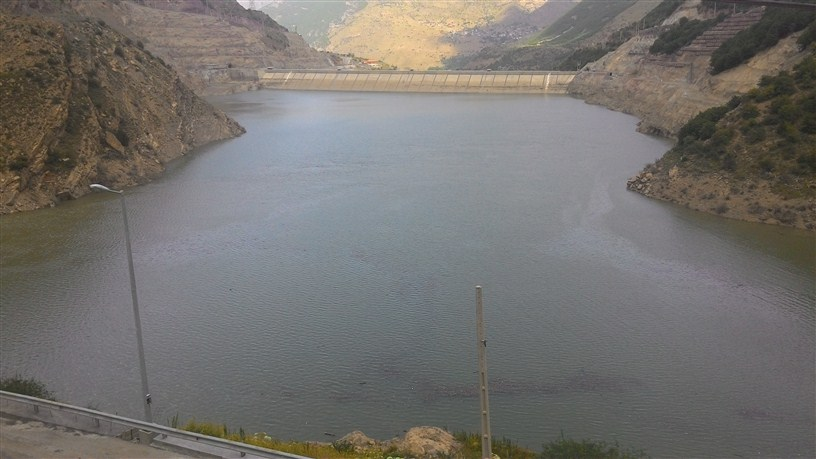
مخزن سد سیاه‌بیشه درون منطقه حفاظت‌شده چهارباغ احداث شده‌است.

طبق توافق‌نامه‌ای، سازمان منابع طبیعی و سازمان محیط زیست بخشی از جنگل‌های شمال ایران را تحت عنوان «۱۰ درصد جنگلی» برای حفاظت به سازمان محیط زیست واگذار کردند. سد سیاه‌بیشه در محدودهٔ این مناطق تحت حفاظت بود. ساخت نیروگاه و سدهای سیاه‌بیشه موجب تخریب جنگل، بهره‌برداری از معادن در منطقهٔ حفاظت‌شده، کاهش هفت هزار متر مربعی وسعت دریاچه دریوک و ناامن شدن منطقه برای حیات وحش شد. گرچه طبق قوانین هرگونه دخل و تصرف و واگذاری و بهره‌برداری از منابع در مناطق تحت حفاظت سازمان محیط زیست ممنوع بود، این سازمان اجازهٔ داد پروژه ادامه یابد.
مجریان پروژهٔ ساخت سد در سال ۱۳۸۲ و ۱۳۸۳ گزارش ارزیابی خود را به سازمان محیط زیست ارائه کرده و مجوز لازم را از این سازمان گرفتند. طبق گفتهٔ اصیلیان (سرپرست معاونت محیط زیست انسانی سازمان)، گزارش‌های محیط زیستی این سد هر سه ماه یک بار برای سازمان محیط زیست ارسال می‌شد. مجری طرح اجازهٔ بهره‌برداری از سه معدن برای تأمین سنگ سد را داشت که به علت آهکی شدن یکی از معادن، بدون اجازه و اطلاع سازمان محیط زیست، معدن چهارمی ایجاد کرد و پس از اطلاع یافتن سازمان، با پرداخت جریمه، بهره‌برداری از آن را ادامه داد. همچنین قرار بر این بود که پس از پایان پروژه سدسازی، مناطق تخریب‌شدهٔ جنگل احیا گردند.
کیاکجوری (ریاست وقت اداره محیط زیست چالوس) در سال ۱۳۸۵ دربارهٔ دریاچه دریوک گفت: «این دریاچه که در ابتدا حدود ۱۰ هزار متر مربع وسعت داشت در ارتفاع ۳ هزار متری واقع است که هم‌اکنون با به احداث خانه‌های سازمانی در پایین دست و حرکت زمین، میزان آب آن کاهش یافت و وسعت آن به حدود ۳ هزار مترمربع رسید… در این دریاچه ماهی تلخوس (گِلخوار)، قورباغه و لاک پشت زیست می‌کنند و قرار است این دریاچه احیا شود.» او همچنین خانه‌های سازمانی مرتبط با سد سیاه‌بیشه را عامل گندآب شدن دریاچه دانست و از قول مجریان پروژه برای ایجاد پنج هزار متر مربع محیط سبز و کاشت درخت خبر داد.
احداث سد سیاه‌بیشه در کنار رود چالوس باعث کاهش آب‌های زیرزمینی شده‌است. رسانه‌های ایران روز ۲۱ اسفند ۱۴۰۰، از رانش زمین در محدوده پل زنگوله در مسیر شمال به جنوب محور چالوس خبر دادند که درازای شکاف به وجود آمده ۱۰۰ متر و ارتفاع آن ۲۰ سانتی‌متر اعلام شد و این واقعه موجب بسته شدن جاده چالوس گردید. از دلایل رانش زمین، «بار ترافیکی»، «سد سیاه بیشه» و «نیروگاه‌های برقابی» و «تغییر کاربری اراضی، تخریب جنگل‌ها، ساخت‌وساز غیراصولی، احداث سدها و اقدامات افراطی راه‌سازی و جاده‌سازی» در مناطق شیب‌داری که جنس خاک آن مستعد لغزش زمین است، بیان شد. رئیس پلیس راه مازندران هم در ۱۹ اسفند ۱۴۰۰، از جان باختن دو نفر از سرنشینان یک خودروی عبوری در جاده چالوس خبر داد که بر اثر ریزش سنگ و رانش کوه این اتفاق رخ داد. محبوب‌فر (عضو انجمن مخاطرات محیطی و توسعه پایدار ایران) پس از این واقعه گفت: «رانش زمین که هم‌اکنون آن را مشاهده می‌کنیم، رخدادی است که از سال ۱۳۹۶ نسبت به وقوع آن در شمال کشور هشدارهایی داده شد و حتی در سال ۱۳۹۸ اعلام شده بود که بیشتر از ۴۰۰ نقطه از استان مازندران دچار پدیده رانش هستند و رتبه این رانش از خفیف تا شدید برآورد شد، ولی متأسفانه به این هشدارها توجه نشد… همه اتفاقاتی که در جاده چالوس به عنوان رانش زمین رخ می‌دهد، به احداث سد سیاه‌بیشه بر می‌گردد. در کنار رودخانه چالوس، این سد احداث شده‌است و متأسفانه بر اساس اطلاعاتی که ما دریافت کردیم، احداث این سد منجر به تقلیل آب‌های زیر زمینی در منطقه شده و ساختار ژئوتکنیک و زمین‌شناسی منطقه را دگرگون کرده‌است.»

## لغتنامه
1. ↑  Traksionel
2. ↑  Lahmeyer International
3. ↑  Black Start
4. ↑  Black Out
5. ↑  hydraulic head
6. ↑  Water Hammering
7. ↑  penstock